# Incidente del Frente Popular

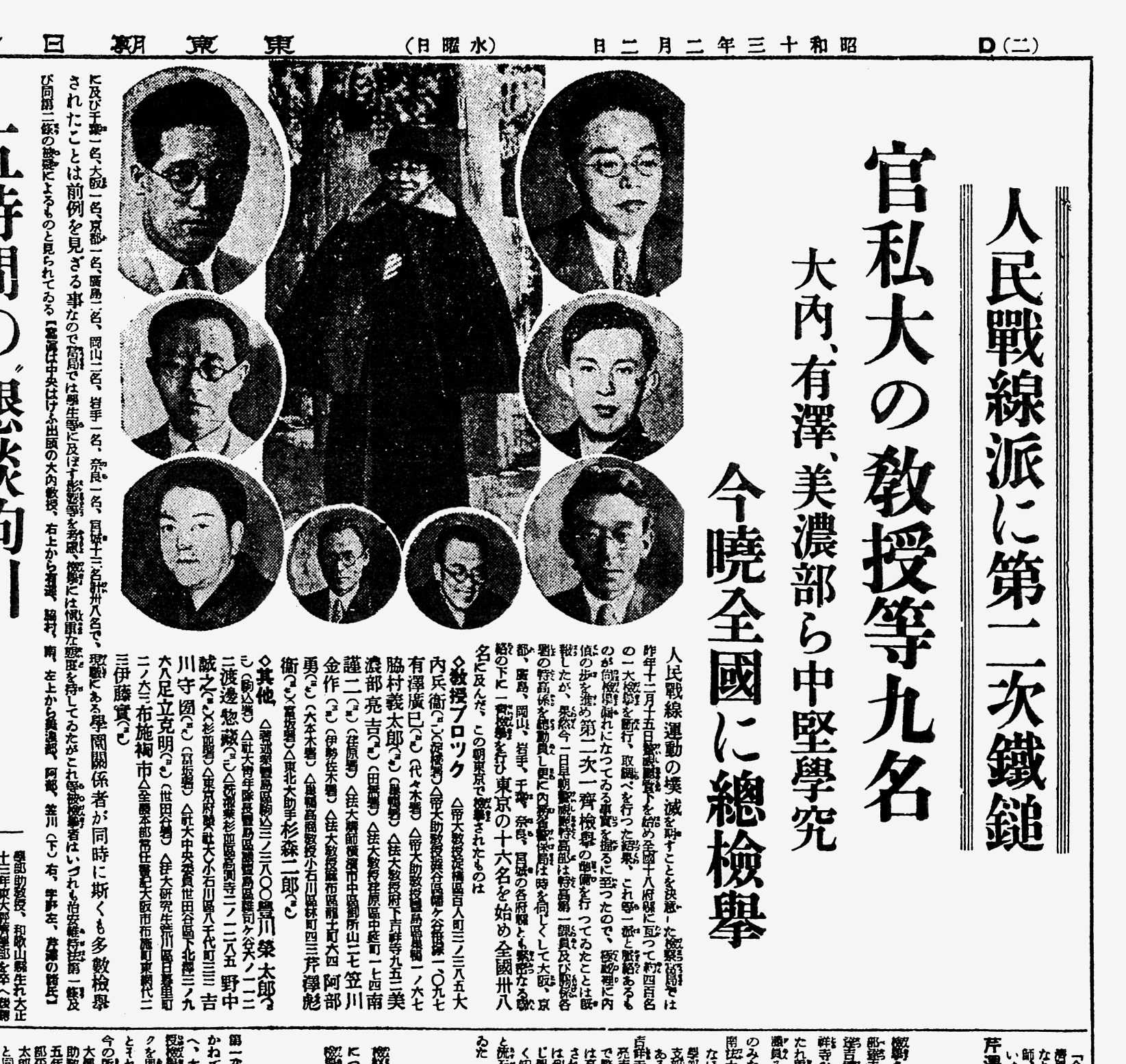
Primeros reportes realizados sobre los arrestos causados por el incidente.

El incidente del Frente Popular (人民戦線事件 Jinmin Sensen Jiken?) se refiere a la supresión del gobierno imperial japonés de una amenaza percibida de la izquierda política después de la caída de Nankin a finales de 1937. Durante el incidente, aproximadamente 400 personas fueron arrestadas por las autoridades entre diciembre de 1937 y febrero de 1938. Entre los arrestados durante el incidente estaban Kanson Arahata, Hitoshi Yamakawa y Ryokichi Minobe.